# Société européenne des produits réfractaires
Pour les articles homonymes, voir SEPR.
La Société européenne des produits réfractaires (SEPR) est une société créée en 1929.
Elle constitue la composante principale de la division Ceramics du Groupe Saint-Gobain.
La SEPR produit à travers le monde des céramiques industrielles électrofondues et frittées.
Les céramiques industrielles électrofondues sont des produits obtenus par fusion en fours électriques à très haute température d’oxydes métalliques très purs. La plupart de ces produits ont des propriétés exceptionnelles de résistance à l'usure, à la température et à la corrosion chimique ainsi que des caractéristiques de pureté qui expliquent leur emploi fréquent dans des industries de haute technologie. Les applications sont variées : matériaux réfractaires, électronique, nucléaire, appareillage médical, aéronautique, automobile, électroménager et tout type de matériaux industriels à haute performance.
Les céramiques industrielles frittées sont obtenues par pressage unidirectionnel ou isostatique, par vibrocoulage ou par coulage en barbotine.

## Secteurs d'activité
Le site de la SEPR est divisé en deux secteurs d’activités :
- la Verrerie : la SEPR produit des blocs réfractaires, principalement les pièces de formes destinées à la construction de fours verriers. À chaque zone du four (contact avec le verre, superstructure, récupérateur de chaleur…) et à chaque type de verre : TV, verre plat, bouteille, cristal…) correspondent des blocs appropriés.

- les Billes, Grains et Poudres : Ces céramiques de haute technologie, s’adressent à des activités en pleine expansion pour des applications très variées, telles que le micro broyage (encres, peintures, laques) ou le traitement de surface des métaux.

Le complexe industriel du Pontet est l’un des plus grands ensembles au monde dans le domaine des céramiques électrofondues.
La SEPR comptait au début des années 1980 plus de 1500 salariés. L'entreprise reste l’un des premiers employeurs industriels du Vaucluse.